# Philonthus succicola
Philonthus succicola är en skalbaggsart som beskrevs av Thomson 1860. Philonthus succicola ingår i släktet Philonthus, och familjen kortvingar. Arten är reproducerande i Sverige.